# Planet Moon Studios
Planet Moon Studios — студия разработки игр, базирующаяся в Сан-Франциско, Калифорния, основанная бывшими разработчиками Shiny Entertainment Ником Брути (президентом) и Бобом Стивенсоном (генеральным директором) в 1997 году. Члены-основатели были тогда известны как команда, создавшая популярную игру MDK.
Вскоре после своего основания разработчик подписал контракт на создание нескольких игр с издателем Interplay Entertainment, несмотря на то, что он еще не анонсировал свою первую игру и даже не определился с названием для компании.
Planet Moon разработала игры Giants: Citizen Kabuto (Interplay, 2000) и Armed & Dangerous (LucasArts, 2003) . Игры были хорошо приняты критиками и часто хвалили за свой юмор в различных обзорах.
В январе 2011 года Bigpoint Games приобрела сотрудников Planet Moon Studios в Сан-Франциско, Калифорния но не приобрела компанию, ее интеллектуальную собственность или другие активы. Вскоре после этого Planet Moon Studios закрыла свои двери.

## Игры
- 2000: Giants: Citizen Kabuto (Windows/PS2)
- 2003: Armed and Dangerous (Windows/Xbox)
- 2005: Infected (PSP)
- 2007: After Burner: Black Falcon (PSP)
- 2007: Smarty Pants (Wii)
- 2008: Battle of the Bands (Wii)
- 2008: Booty Blocks (iPhone/iPod Touch)
- 2008: Brain Quest Grades 3 & 4 (DS)
- 2008: Brain Quest Grades 5 & 6 (DS)
- 2009: Drawn to Life: The Next Chapter (Wii)
- 2010: Tangled: The Video Game (Windows/DS/Wii)